# Syzygium aegiceroides
Syzygium aegiceroides är en myrtenväxtart som först beskrevs av Pieter Willem Korthals och Friedrich Anton Wilhelm Miquel, och fick sitt nu gällande namn av Pieter Willem Korthals. Syzygium aegiceroides ingår i släktet Syzygium och familjen myrtenväxter. Inga underarter finns listade i Catalogue of Life.